# Tholey (gmina)
Tholey – gmina w zachodnich Niemczech, w kraju związkowym Saara, w powiecie St. Wendel.

## Geografia

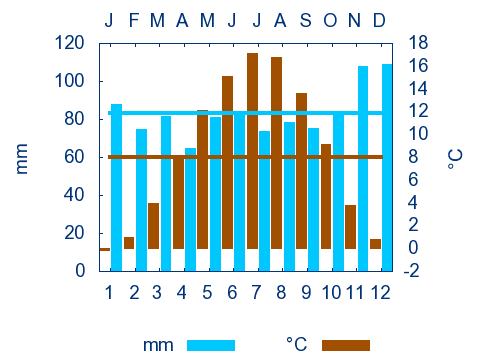
Klimatogram gminy Tholey

Gmina leży nad rzeką Theel, przy granicy z Nadrenią-Palatynatem.
Gmina ma powierzchnię 57,56 km², zamieszkuje ją około 12 732 osoby (2010). Na jej terenie znajduje się góra Schaumberg (569 m n.p.m.), jest to jeden z najwyższych szczytów w Saarze.
Tholey położone jest ok. 30 km na północ od Saarbrücken, ok. 40 km na południowy wschód od Trewiru i ok. 65 km na południowy wschód od Luksemburga.

## Klimat
Roczny opad wynosi 1001 mm, najwyższe opady przypadają na zimę. Najcieplejszym miesiącem jest lipiec gdzie średnia temperatura wynosi 17 °C.

## Dzielnice
W skład gminy wchodzi dziewięć dzielnic: 
- Bergweiler
- Hasborn-Dautweiler
- Lindscheid
- Neipel
- Scheuern/Saar
- Sotzweiler
- Theley
- Tholey
- Überroth

## Historia
Pierwsze ślady osadnictwa okolicznych terenów przez Celtów pochodzą z czasów przed Chrystusem. Obszar ten był wielokrotnie zaludniany przez Rzymian. W średniowieczu duża część obecnej Saary była poddana opactwu Tholey. Ono nakazało również wybudowanie zamku obronnego na szczycie góry Schaumberg. Gmina Tholey nie została zlikwidowana podczas reformy administracyjnej w 1974.

## Religia
Według legendy to święty Wendelin złożył w Tholey pierwsze opactwo benedyktyńskie. W 1794 klasztor został zamknięty po zburzeniu przez Francuzów. Od 1949 w miejscowości ponownie znajduje się klasztor Kongregacji Beurońskiej.
Gmina żydowska w Tholey istniała od XVIII wieku do 1940. Pierwsza żydowska rodzina (Josef i Sara Isaak ze swoim synem Josefem) datowana jest na 1729. W 1843 żyło tu już 88 Żydów (9% mieszkańców z 952 osób) a w 1895 91. Synagoga została poświęcona 4 grudnia 1863 przez rabina Trewiru. Szkoła żydowska powstała w 1876. Liczba członków gminy żydowskiej zmniejszała i w 1925 należało do niej jeszcze 50 osób, 10 lat później 41. Wraz ze wzrostem władzy nacjonalistów i wieloma bojkotami gospodarczymi Żydzi wyprowadzili się z gminy. Po deportacjach zostało zamordowanych około 20 osób urodzonych lub długo przebywających w Tholey. Synagoga została sprzedana w 1937 by później ją zniszczono. Na jej fundamentach wybudowano blok mieszkalny.

## Polityka

### Wójtowie
- 1974 – 1983, Anton Schäfer, CDU
- 1983 – 2003, Hans-Dieter Frisch, CDU
- od 2003, Hermann-Josef Schmidt, CDU

### Współpraca
Miejscowość partnerska:
- Sibratsgfäll, Austria

## Zabytki i atrakcje
Bergweiler
- kaplica św. Błażeja (St. Blasius) z 1716, miejsce pielgrzymkowe
- kaplica św. Erazma (St. Erasmus) z 1784, przebudowana w 1972, miejsce pielgrzymkowe
- gospodarstwo przy Am Dorfbrunnen 2, z początku XVIII w.

Hasborn-Dautweiler
- nagrobek Nikolausa Warkena
- cmentarz z XVIII w.
- szkoła z 1910

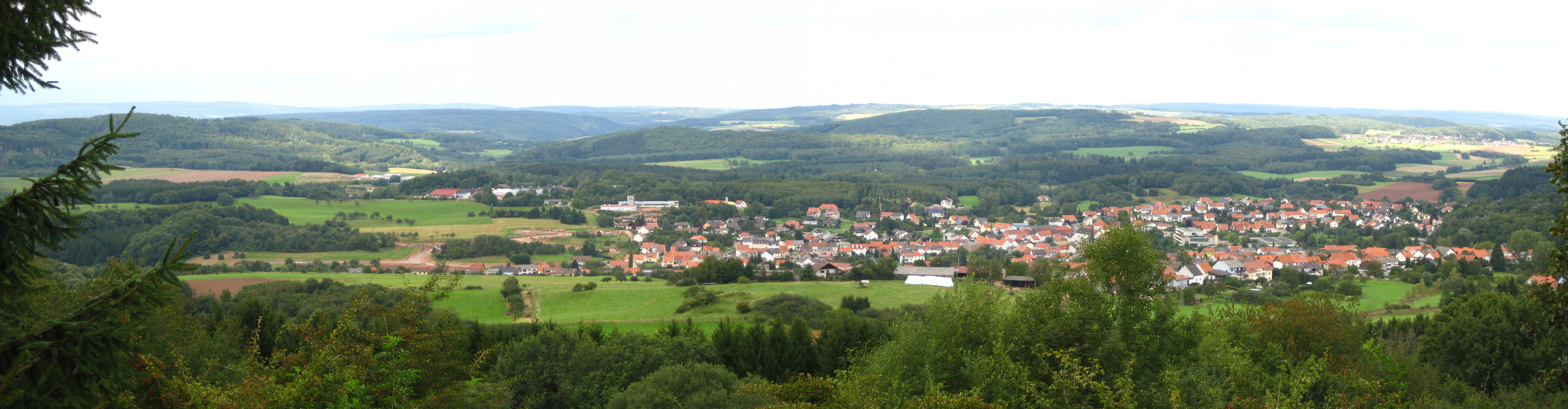
Theley z Schaumberg

- katolicki kościół parafialny pw. św. Bartłomieja (St. Bartholomäus) wybudowany w 1902–1903 według projektów Ernsta Branda, rozbudowany w latach 1966–1972

Scheuern
- katolicki kościół parafialny pw. św. Katarzyny (St. Katharina) z 1912–1914 według projektów Ludwiga Beckera i Antona Falkowskiego

Sotzweiler
- katolicki kościół parafialny pw. św. Maurycego (St. Mauritius) 1913 według Wilhelma Hectora
- Schaumberg
  - krzyż na Schaumberg z 1930

Theley
- kirkut
- kaplica z początku XX w.
- młyn
- kościół parafialny pw. św. Piotra (St. Peter), wybudowany w 1890–1892, wyposażenie XVIII-wieczne, rozbudowany w 1965, wybudowany według projektu Wilhelma Hectora
- budynki przy Trierer Straße 1-9

Tholey

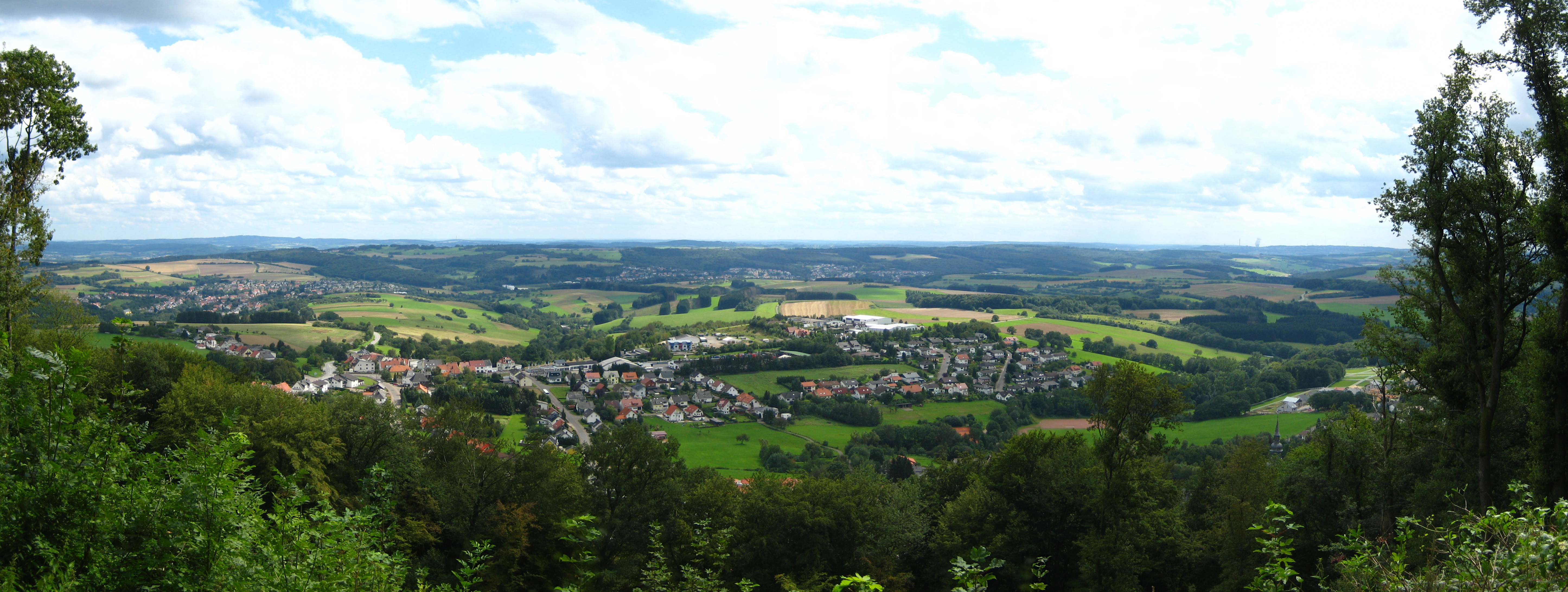
Tholey z Schaumberg

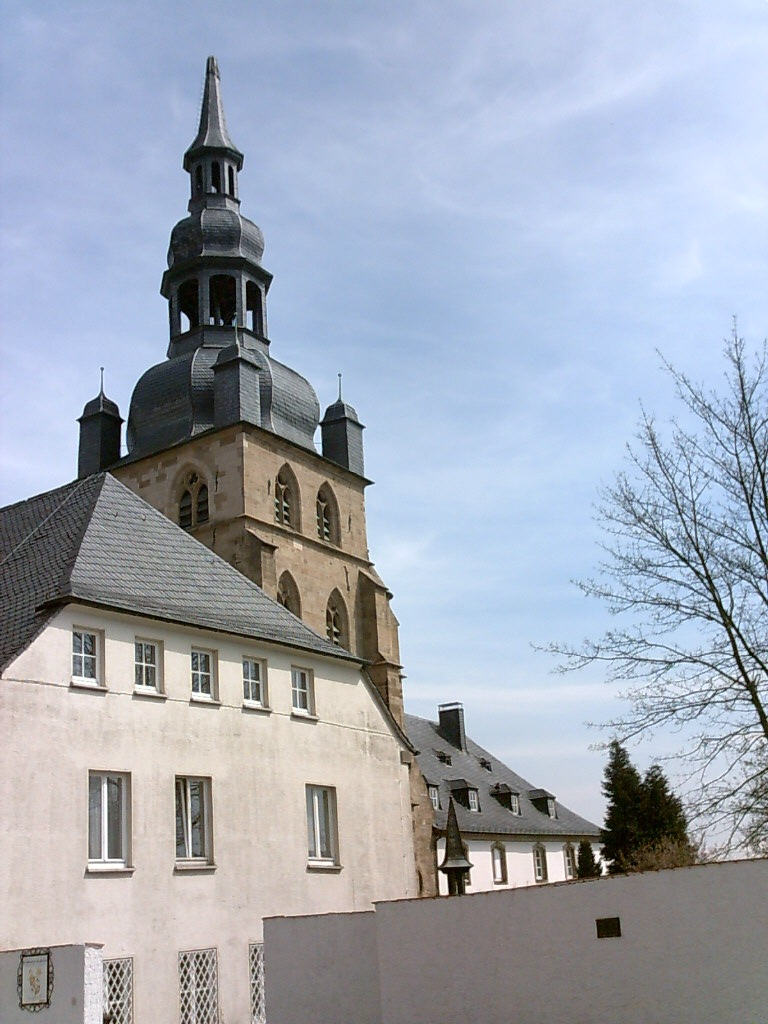
Kościół i klasztor św. Maurycego

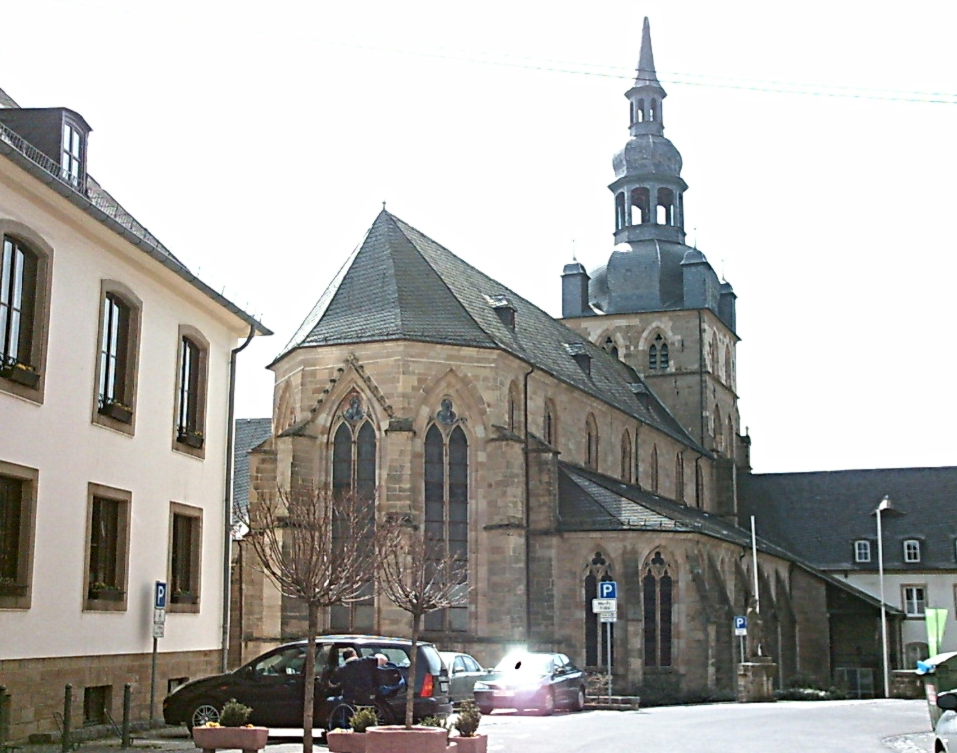
Kościół i ratusz

- Opactwo benedyktyńskie św. Maurycego (St. Mauritius)
- kościół przyklasztorny
- ratusz przy Im Kloster 1
- kolumna rzymska przy Im Kloster, restaurowana w 1963
- domy mieszkalne przy Im Kloster 3, 8, 10, 12, 14, 23, 25, 27, 27a, 29, z XIX w.
- browar, piekarnia przy Im Kloster 19/21/23, z XVII/XVIII w.
- budynki mieszkalne i handlowe przy Metzer Straße 3, 5, 7, 7a, 9, 11, 13, 15, 17, 19, 21, 23, z XVIII/XIX w.
- hotel "Hubertus" przy Metzer Straße 1, z 1900, przebudowany w 1920–1930
- domy mieszkalne przy Trierer Straße 3, 5, 7, z XVII w.
- pozostałości systemu obronnego
- krzyż przy Schaumbergweg z 1596

Überroth-Niederhofen
- krzyż przy Hargartstraße, z XVIII w.
- gospodarstwo przy Zur Langheck 1, z 1860
- Toley z St. Wendel łączy w pełni asfaltowy szlak rowerowy i turystyczny Wendalinus-Radweg.

## Infrastruktura
Od czasów rzymskich Tholey znajdowało się przy trakcie łączącym Metz z Moguncją. Miejscowość była również stacją końcową linii kolejowej Tholey-St. Wendel, odcinek do Tholey został zamknięty w 1984.
Obecnie przez teren gminy przebiega autostrada A1 (zjazd 139 Tholey-Hasborn i 140 Tholey) oraz droga krajowa B269.

## Osoby

### urodzone w Tholey
- Johannes Kühn (ur. 3 lutego 1934), pisarz
- Albrecht Meydenbauer (ur. 30 kwietnia 1832; zm. 15 listopada 1921), inżynier budowlany, współ wynalazca fotogrametrii
- Paul Schütz (ur. 27 czerwca 1910; zm. 16 sierpnia 1990), polityk

### związane z gminą
- Serena von Spoleto, święta, czczona w Tholey
- Fritz Schwerdt (ur. 2 czerwca 1901; zm. 19 maja 1970), złotnik, wykonał dekoracje do klasztoru
- Fridel Grenz (ur. 1929), muzyk, kompozytor